# Pappus của Alexandria

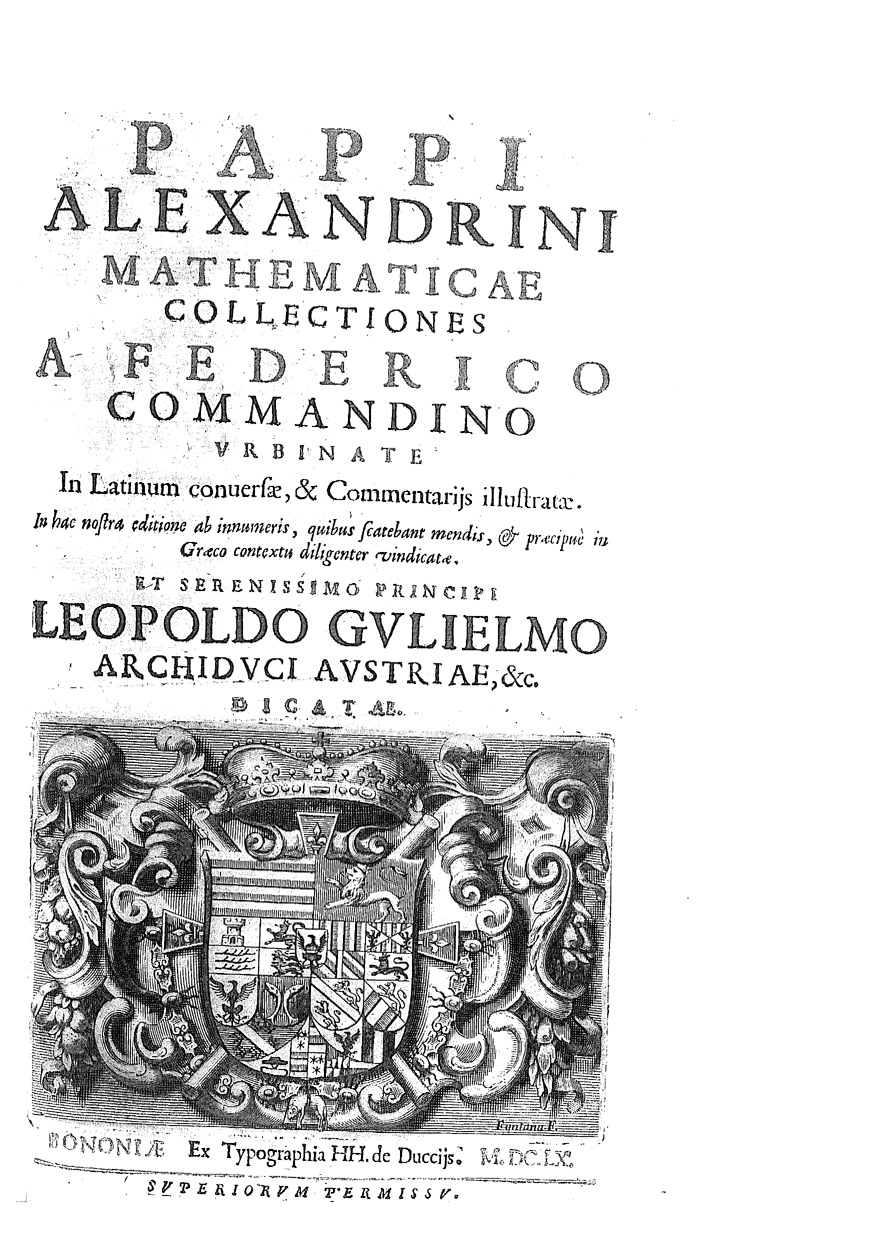
Mathematicae collectiones, 1660

Pappus của Alexandria (tiếng Hy Lạp: Πάππος ὁ Ἀλεξανδρεύς) (khoảng 290 – khoảng 350) là một trong những nhà toán học vĩ đại của Hy Lạp cổ đại được biết đến với Synagoge hay Collection (năm 340), và với định lý Pappus trong hình học xạ ảnh. Không có bất cứ thông tin nào nói về đời sống của ông, ngoại trừ (từ các văn bản ông để lại) ông có một cậu con trai tên Hermodorus, và là một giáo viên ở Alexandria.
Collection, công trình được biết đến nhiều nhất của ông, là một bản tóm tắt của Toán học trong tám tuyển tập, số đông công trình còn lại. Nó bao trùm nhiều chủ đề như hình học, toán học vui, hình học không gian, đa giác và khối đa diện.
Pappus được nhiều người biết đến vào thế kỉ thứ 4. Trong một khoảng thời gian trì trệ nói chung trong các nghiên cứu toán học, ông đã đứng ra như là một ngoại lệ đáng kể. Số phận của ông trong thời gian này khá nổi bật, rất giống với Diophantus. 
Pappus đã viết những bài bình giải về tập "Cơ bản" và về cả "Dữ kiện" của Euclid, về "Almagest" và "Planispherium" của Ptolemy. Công trình thật sự lớn lao của Pappus là "Tuyển tập toán học" của ông, một cuốn sách vừa bình giải vừa hướng dẫn về các công trình về hình học hiện hữu của thời ông. Tuyển tập toán học của Pappus thực sự là một mỏ vàng giàu có về hình học. Những hiểu biết ta có được về hình học Hy Lạp là nhờ luận văn này, trong đó chứa những lời bình đầy giá trị, có những trích dẫn và nhắc đến những công trình của trên 30 nhà toán học khác nhau của thời cổ đại.